# Conceição Ferreira
Conceição Ferreira (Portugal, 21 de abril de 1904 — 29 de maio de 1992) foi uma atriz portuguesa.
Interpretou diversos personagens em diversos lugares, de Lisboa a Bela Vista, fronteira com o Paraguai. Considerada uma das pioneiras do estado do Mato Grosso do Sul no cenário cinematográfico e teatral.
Com 20 anos de idade, Conceição Ferreira estreia no Rio de Janeiro com a peça "La Garçone" e depois como parte do elenco da Companhia Teatral Maria de Castro, começa a se apresentar em diversas peças por todo o Norte e Nordeste do Brasil.
Em 28 de novembro de 1929, ela chega ao então estado de Mato Grosso com sua própria companhia teatral. Em Campo Grande atua como atriz principal no filme "Alma do Brasil" (primeira produção cinematográfica do Estado). Criou uma nova companhia de teatro, formada pelos jovens da sociedade local. Eles estrearam no dia 17 de julho de 1932 no antigo teatro Trianon com a peça "Cabocla Bonita".
Conceição Ferreira faleceu em 29 de maio de 1992, aos 88 anos de idade. Deixando muitos admiradores pela sua importância como atriz e produtora cultural.